# Diretmidae
Famille
Les Diretmidae forment une famille de poissons abyssaux de l'ordre des Beryciformes.

## Listes des genres et espèces
Selon World Register of Marine Species (13 août 2010) et ITIS (13 août 2010) :
- genre Diretmichthys Kotlayr, 1990
- genre Diretmoides Post & Quero, 1981
- genre Diretmus Johnson, 1864

Selon FishBase (13 août 2010) :
- genre Diretmichthys
  - Diretmichthys parini, dirette de parin (Post & Quéro, 1981)
- genre Diretmoides
  - Diretmoides pauciradiatus (Woods, 1973)
  - Diretmoides veriginae Kotlyar, 1987
- genre Diretmus
  - Diretmus argenteus, dirette argenté, Johnson, 1864

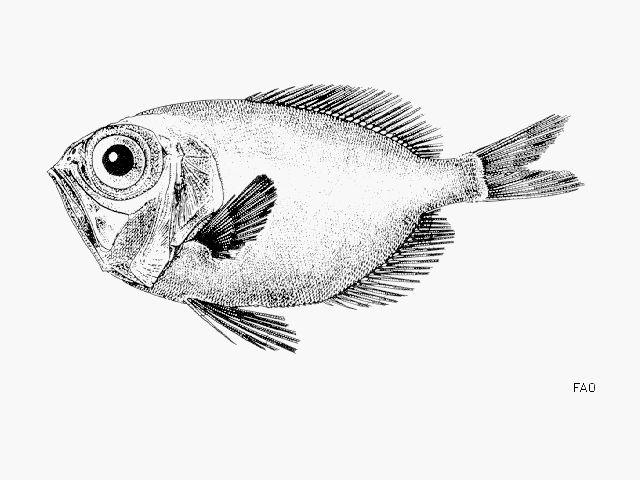
Dirette de parin (Diretmichthys parini)